# Energia radiante

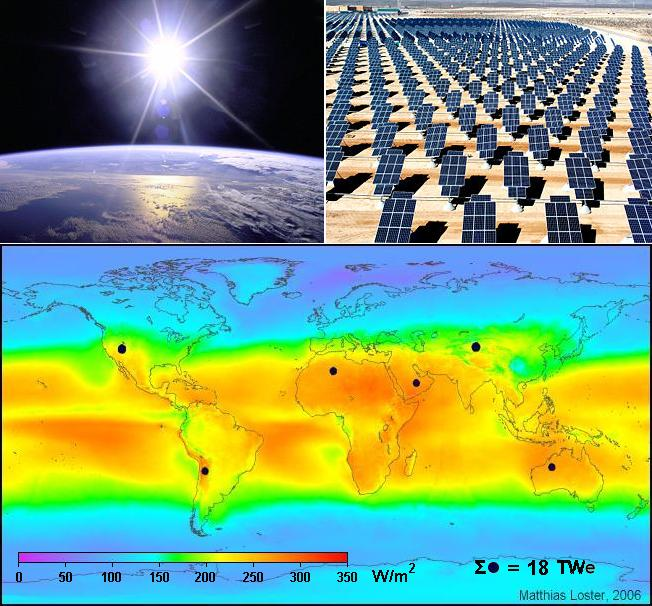
A luz visível, como a luz solar, carrega energia radiante, que é usada na geração de energia solar

Na física, e particularmente na radiometria, energia radiante é a energia da radiação eletromagnética e gravitacional. Enquanto energia, sua unidade SI é o joule (J). A quantidade de energia radiante pode ser calculada integrando o fluxo radiante (ou potência) em relação ao tempo. O símbolo Qe é frequentemente usado em toda a literatura para denotar energia radiante ("e" para "energético", para evitar confusão com quantidades fotométricas). Em ramos da física que não sejam a radiometria, a energia eletromagnética é referida usando E ou W. O termo é usado particularmente quando a radiação eletromagnética é emitida por uma fonte no ambiente circundante. Esta radiação pode ser visível ou invisível ao olho humano.

## Uso e história da terminologia
O termo "energia radiante" é mais comumente usado nas áreas de radiometria, energia solar, aquecimento e iluminação, mas às vezes também é usado em outras áreas, como nas telecomunicações. Em aplicações modernas que envolvem transmissão de energia de um local para outro, o termo é às vezes é usado para se referir às próprias ondas eletromagnéticas, em vez da sua energia (uma propriedade das ondas). No passado, o termo “energia eletroradiante” também era usado.
O termo "energia radiante" também se aplica à radiação gravitacional. Por exemplo, as primeiras ondas gravitacionais já observadas foram produzidas por uma colisão de um buraco negro que emitiu cerca de 5,3 ×1047   joules de energia de onda gravitacional.